# Выборы президента Республики Башкортостан (2003)
Выборы президента Башкортостана состоялись 7 и 21 декабря 2003 года. Далее в связи с отменой Президентом России прямых выборов глав субъектов Российской Федерации течении 11-лет высшее должностное лицо республики избираться всенародным голосованием не будет.

## Политическая ситуация перед выборами
Республика Башкортостан, самая крупная по численности населения и первая по дате образования национальная территория в составе России с уникальным этническим составом и конкурентной но сырьевой экономикой управлялась Муртазой Рахимовым, который используя социальные лифты СССР занял в 1990-м году должность Председателя Верховного Совета Башкирской АССР. Последующие события в стране и приход к власти команды Бориса Ельцина, только укрепили позиции Рахимова, ментально близким к «выходцам с Урала» (Наина Ельцина, Шарлыкский район; Виктор Черномырдин, Саракташский район). Позиция Ельцина о важности и росте национального самосознания была фактически сформирована на межнациональном опыте его жизни в сопредельной с Башкирией областях. Башкиры, татары, казахи проживающие в Челябинской, Оренбургской областях проживая фактически на исторической земле предков не имели (и не имеют) поддержки в деле сохранения родного языка, что массово приводило к отречению их от своего самосознания.

## Конкурентность, созданнаяизвне
Выборы 2003 года явились самыми конкурентными в истории Республики Башкортостан и возможно самыми конкурентными региональными выборами в России. Но конкурентная среда была создана не функционерами Муртазы Рахимова (в числе которых был и действующий Глава Башкортостана Радий Хабиров на тот момент возглавлявший его администрацию), а федеральным центром, из-за чего выборный процесс впоследствии получит название конкурентный политический спектакль Москвы. При этом конкурентная среда была создана удачно, так как кандидатуры Сергея Веремеенко и Ралифа Сафина, несмотря на высказывания Муртазы Рахимова о чужаках: первым лицом республики должен быть обязательно житель Башкортостана, а не тот, кто приедет сюда просто «порулить», воспринимались населением как свои, с учётом прошлого Веремеенко в УГНТУ и корней Сафина на западе Башкортостана. При этом кампания Веремеенко строилась более продуманно, чем у остальных кандидатов, что многими участниками тех событий объяснялось грамотными действиями руководителей его предвыборного штаба Марата Миргазямова и Руслана Максютова. Также федеральный центр предложил жителям республики вместе с Сергеем Веремеенко сильного татарского(башкирского) кандидата Ралифа Сафина, чтобы исключить голосование по национальному признаку и попытку консолидировать татарское и башкирское большинство региона для победы на выборах.

## Ход выборов
Всего было зарегистрировано 6 претендентов на пост Президента Башкортостана: действующий Президент республики Муртаза Рахимов, фигурируемый в СМИ как член совета директоров «Межпромбанка» Сергей Веремеенко, фигурируемый в СМИ как Сенатор от Республики Алтай Ралиф Сафин и не имеющие солидный финансовый портфель для проведения выборной компании, условно малозначимые кандидаты Александр Аринин, фермер Идиятуллин Хасан Сагитзянович, представитель КПРФ Шугуров Расуль Игдисамович.
В первом туре по Муртаза Рахимов набрал 42,59 процентов голосов.
Выборы характеризовались беспрецедентным вмешательством федерального центра и федеральных структур в дела национальной республики. Хорошо финансируемые СМИ Сергея Веремеенко и в меньшей степени Ралифа Сафина выпускали «тонны компромата», промахи и изъяны республиканских органов власти активно освещались для дестабилизации ситуации. 12 декабря 2003 года Уфу посещает замглавы администрации президента РФ Владислав Сурков, его сопровождает полпред в ПФО Сергей Кириенко. Высокие гости хвалят Башкирию за «стабильность и межнациональное согласие».

## Результаты выборов
|                                                                                              | 1.                                                 | Рахимов, Муртаза Губайдуллович                     | 945 004    | 42,59      | 1 598 730  | 78,01      |  |  |
|                                                                                              | 2.                                                 | Веремеенко, Сергей Алексеевич                      | 563 056    | 25,38      | 324 686    | 15,84      |  |  |
|                                                                                              | 3.                                                 | Сафин, Ралиф Рафилович                             | 511 180    | 23,04      |            |            |  |  |
|                                                                                              | 4.                                                 | Аринин, Александр Николаевич                       | 65 629     | 2,96       |            |            |  |  |
|                                                                                              | 5.                                                 | Шугуров, Расуль Игдисамович                        | 27 986     | 1,26       |            |            |  |  |
|                                                                                              | 6.                                                 | Идиятуллин, Хасан Сагитзянович                     | 11 705     | 0,53       |            |            |  |  |
| Против всех                                                                                  | Против всех                                        | Против всех                                        | 53 468     | 2,41       | 83 370     | 4,07       |  |  |
| Число недействительных бюллетеней                                                            | Число недействительных бюллетеней                  | Число недействительных бюллетеней                  | 40 755     | 1,83       | 42 478     | 2,08       |  |  |
| Критерий                                                                                     | Критерий                                           | Критерий                                           | Первый тур | Первый тур | Второй тур | Второй тур |  |  |
| Критерий                                                                                     | Критерий                                           | Критерий                                           | Количество | %          | Количество | %          |  |  |
| Действительные и недействительные бюллетени                                                  |                                                    |                                                    |            |            |            |            |  |  |
| Число действительных бюллетеней                                                              | Число действительных бюллетеней                    | Число действительных бюллетеней                    | 2 178 028  | 98,17      | 2 006 786  | 97,92      |  |  |
| Число недействительных бюллетеней                                                            | Число недействительных бюллетеней                  | Число недействительных бюллетеней                  | 40 755     | 1,83       | 42 478     | 2,08       |  |  |
| Принявшие участие в голосовании и число избирателей                                          |                                                    |                                                    |            |            |            |            |  |  |
| Число избирателей, принявших участие в голосовании                                           | Число избирателей, принявших участие в голосовании | Число избирателей, принявших участие в голосовании | 2 218 783  | 100,00     | 2 049 264  | 100,00     |  |  |
| Число включённых в список избирателей                                                        | Число включённых в список избирателей              | Число включённых в список избирателей              | 2 925 716  | 100,00     | 2 931 872  | 100,00     |  |  |
| Бюллетени                                                                                    |                                                    |                                                    |            |            |            |            |  |  |
| Число бюллетеней, выданных на участке                                                        | Число бюллетеней, выданных на участке              | Число бюллетеней, выданных на участке              | 2 118 622  | 95,39      | 1 943 524  | 94,76      |  |  |
| Число бюллетеней, выданных вне участка                                                       | Число бюллетеней, выданных вне участка             | Число бюллетеней, выданных вне участка             | 102 233    | 4,61       | 107 379    | 5,24       |  |  |
| Число бюллетеней, выданных досрочно                                                          | Число бюллетеней, выданных досрочно                | Число бюллетеней, выданных досрочно                | 0          | 0,00       | 0          | 0,00       |  |  |
| Число выданных бюллетеней                                                                    | Число выданных бюллетеней                          | Число выданных бюллетеней                          | 2 220 855  | 100,00     | 2 050 903  | 100,00     |  |  |
| Принявшие участие в выборах (явка избирателей) и голосовании (% от общего числа избирателей) |                                                    |                                                    |            |            |            |            |  |  |
| Число избирателей, принявших участие в выборах                                               | Число избирателей, принявших участие в выборах     | Число избирателей, принявших участие в выборах     | 2 220 855  | 75,91      | 2 050 903  | 69,95      |  |  |
| Число избирателей, принявших участие в голосовании                                           | Число избирателей, принявших участие в голосовании | Число избирателей, принявших участие в голосовании | 2 218 783  | 75,84      | 2 049 264  | 69,89      |  |  |

## Итоги выборов
Выборы во многом предопределили политическую судьбу Муртазы Рахимова, для которого стали последними всенародными выборами. Впоследствии Муртазе Рахимову постепенно пришлось передавать республиканские активы (среди которых продажа компаний Башнефти АФК «Система» за $600 млн. в 2005 г., предпродажное сокращение финансирования республикой ПОЛИЭФа и продажа в 2005 г., Каустик, Сода, Башкирэнерго, Башинформсвязь и другие) федеральным структурам, теряя экономическое влияние в регионе. Неизвестно чем окончилась бы сдача позиций Рахимовым в 2003 для формировавшихся региональных элит, так как предприниматель Сергей Веремеенко вряд ли пробыл на посту главы Башкортостана долго. Выборы показали невозможность проведения федеральным центром выборов с конкурентной борьбой на выходе (гарантия получения благодарностей в будущем более значимо чем волеизъявление народа).
К 2010 году Муртаза Рахимов, передав почти все активы федеральным структурам, доведя положение до ситуации, что главой региона может быть назначен любой, была бы воля Москвы, вместе со своими соратниками ушёл в отставку с формулировкой «по собственному желанию» с последующей политической изоляцией, став объектом бесконечной критики следующего, назначенного Президентом России руководителя республики Рустэма Хамитова.